# Добри Брадистилов
Добри Стоев Брадистилов е български адвокат и политик от БКП.

## Биография
Роден е на 14 април 1910 г. в Пазарджик. Членува в Окръжния комитет на БКП в Пазарджик. През 1942 г. заедно с други членове на комитета се обявява против активните действия в полза на партизанското движение, за което е наказан с отнемане на ръководна партийна работа. От началото на 1944 г. е инструктор при Окръжния комитет на БКП в Пазарджик. Арестуван е, издава част от легални и нелегални дейци на партията и лежи в затвора. За това е осъден на смърт от щаба на Пазарджишката въстаническа зона. Освободен след 9 септември 1944 г. и отново включен в редовете на БКП.
На 2 март 1948 година Брадистилов е назначен за кмет на София (председател на общинския съвет, който с приетата няколко месеца преди това Димитровска конституция е преименуван на Софийски градски народен съвет) и остава на този пост до 27 май 1949 година. По време на неговия мандат продължава изграждането на разрушените сгради от бомбардировките в София и възстановяване на нормалния живот на столицата. На 16 март 1949 г. е наказан от Политбюро на ЦК на БКП със строго мъмрене и сваляне от ръководна партийна и изборна административна работа за поведението си в затвора преди 1944 г.